# Castello di Maniago
Il castello di Maniago è un castello del XII secolo, e si trova alle pendici del monte Jôf, in posizione dominante rispetto all'abitato attuale.

## I motivi della costruzione

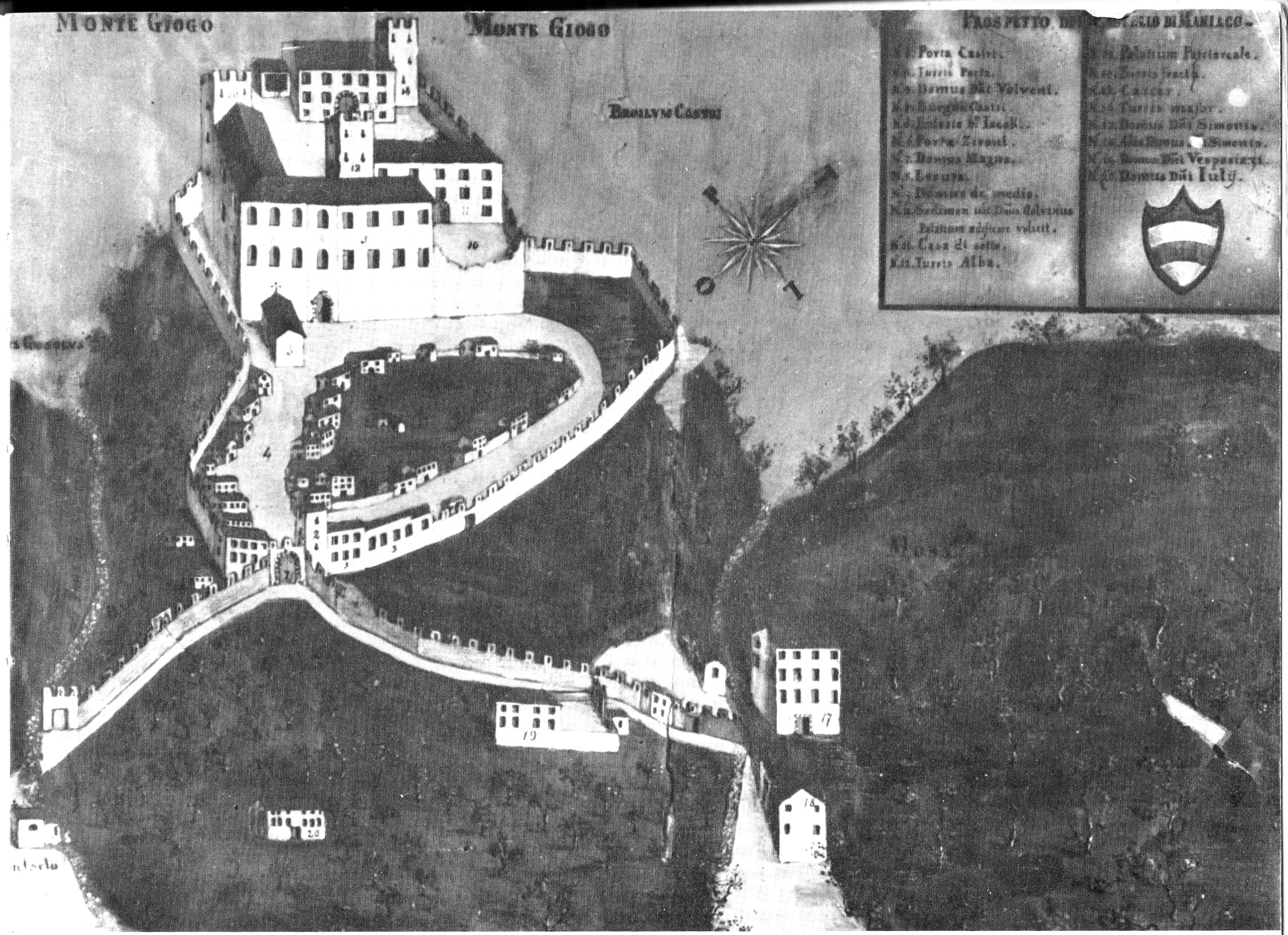
Dipinto del '600 raffigurante il castello di Maniago. Copia di un originale del '400.

Il castello di Maniago fu costruito per risolvere i problemi che il patriarcato di Aquileia aveva dopo la conferma della donazione delle terre del feudo maniaghese a Rodoaldo (patriarca di Aquileia) da parte dell'imperatore Ottone II : la distanza tra tali terre e Aquileia non rendeva facile la loro amministrazione. Inoltre, con la formazione del grande feudo di Spilimbergo (che si estendeva, lungo il fiume Tagliamento, fino a Sbrojavacca), il consolidamento dei possessi sestensi nella Val Cellina, il possesso dell'Abbazia di Millstatt del territorio di Maniago Libero, l'insediamento dei Polcenigo a Mizza e dell'abbazia di Pomposa a Fanna, il piccolo feudo rischiava di subire un attacco in ogni momento. Era dunque necessaria la costruzione di un castello e soprattutto ricorrere a una "custoria", cioè a un "feudo di abitanza".

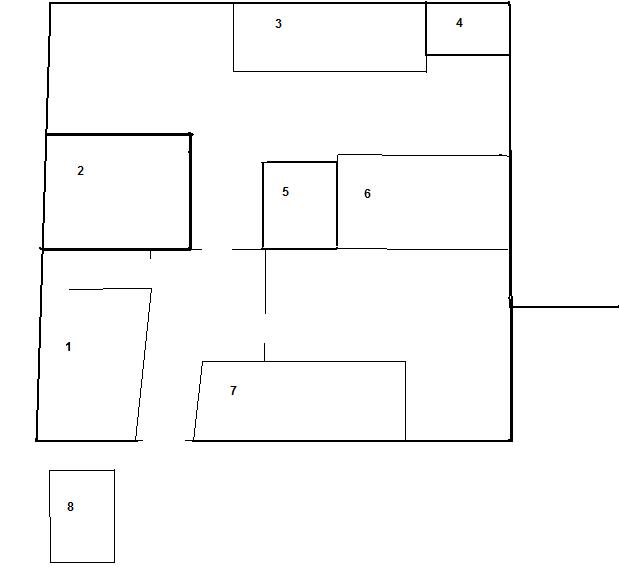
La pianta dei ruderi del castello.

### Gli edifici del castello
Fu così che inizialmente fu costruito il mastio, ovvero la "Turris Magna" (edificio numero 2 nella pianta), affiancato verso valle dalla "domus d. Patriarche" (numero 1); quest'ultimo edificio cambiò nome in "domus magna" dopo che fu assegnato ai primi "habitatores" nobili, essendo stato costruito nel XIII secolo il Palatium  (n 3), posto nel lato più a monte della corte accanto a una torre denominata "fracta" a causa dello stato in cui versava (n 4).
Al centro della corte c'era la "Turris ALba" (torre bianca, n. 5), con accanto un edificio denominato nel dipinto "casa de sotto" (n. 6). Accanto alla "domus magna" fu poi costruito un edificio a coronamento del portone d'ingresso, e in continuità di questo un ultimo edificio chiamato "casa de medio" (n. 7). Così finiva il primo giro di mura, e subito di fronte al castello si trovavano la chiesetta di San Giacomo (n. 8, tuttora esistente) e il borgo del castello (oggi coperto da fitta vegetazione).
Come si può notare poi dal dipinto, il castello, il borgo e la chiesetta erano circondati da una seconda cerchia di mura, completata dalla "Porta Castri", sormontata dalla "Torre della Porta". In questo punto si raccordavano la strada che scende all'attuale via Castello e il sentiero che termina alle spalle della chiesetta di San Carlo (anch'essa tuttora esistente).

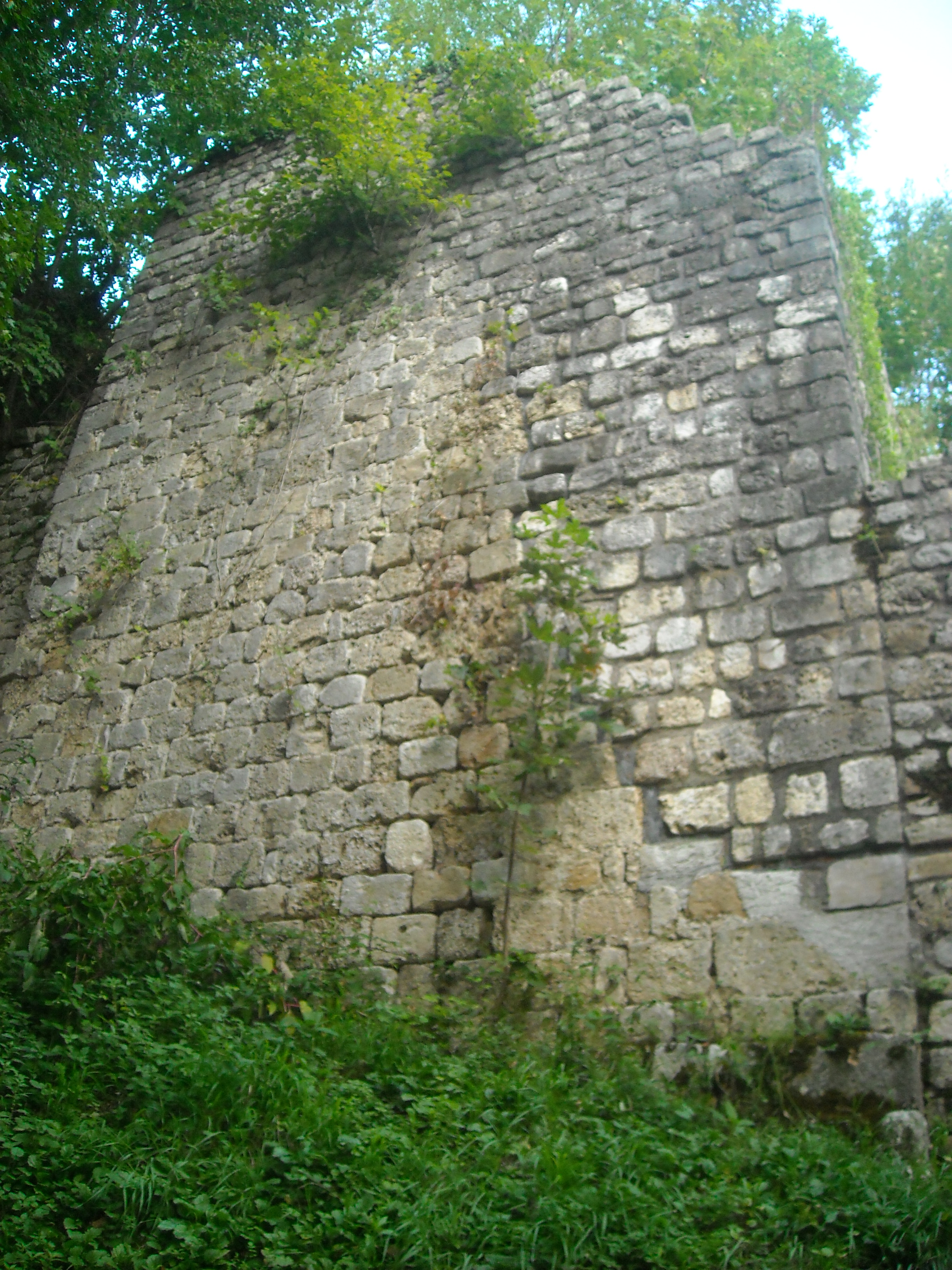
I resti del mastio del castello visti dall'esterno.

### Il castello durante il periodo del "feudo di abitanza"
Delle famiglie tra cui era stato diviso il feudo di abitanza, quella con la maggior fetta era la famiglia dei Flagogna; a essa si aggiungevano poi i Pinzano, i Polcenigo e i Varmo. Queste famiglie possedevano terre e diritti sul feudo di Maniago in cambio della custodia e protezione che dovevano dare al feudo stesso. 
Il primo assedio al castello avviene nel 1216 ad opera di Ezzelino II da Romano e di Vecellone da Camino, ma viene respinto. 

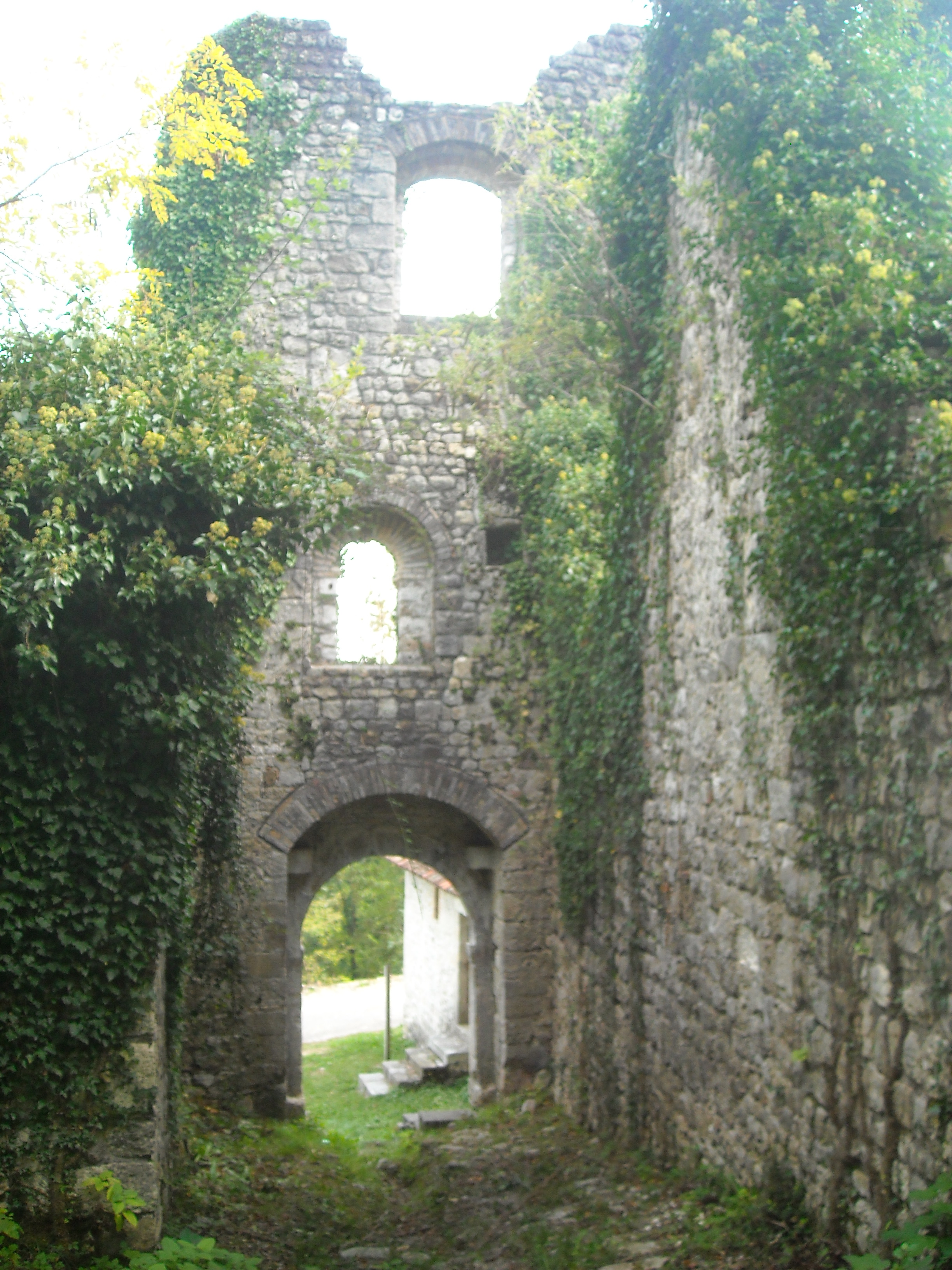
L'ingresso al castello visto dal cortile interno. A sinistra si scorge il muro della "domus de medio", a destra della "domus magna".

## L'avvento dei Maniago
Il 15 dicembre 1277 i Flagogna vendettero la loro parte del castello e i loro diritti vassallatici a Olvrando di Maniago, che successivamente costruì una sua dimora all'interno della prima cerchia di mura (normalmente individuata con la "domus de medio" per la presenza del cortiletto privato, indicato dalle fonti) per consolidare la propria posizione all'interno del feudo.
Nel 1309, a causa di alcune questioni di confini e di pascolo tra i paesi di Maniago e Fanna, il castello subì un nuovo assedio, difeso dal conte di Montepace (comandante delle armi patriarcali); respinti gli assedianti con una sortita, egli mise in fuga Walterpertoldo di Spilimbergo e catturò Enrico di Prampero.
Successivamente Olvrando si impegnò ad acquistare in varie cessioni i possedimenti dei Polcenigo e dei Pinzano. L'assedio del 1318 fu dovuto appunto alla volontà di estromettere i Pinzano dal castello.

### Galvano di Maniago
Nel 1319 Galvano, figlio di Olvrando, succede al padre e giura fedeltà al capitano generale del Patriarcato. Egli inoltre, assieme al fratello Volveno, completò l'opera del padre, acquistando nel 1325 e nel 1326 le ultime proprietà dei Pinzano nel castello e nel feudo. Nel 1329 furono anche acquistati i possedimenti dei Varmo.
Galvano infine riesce a diventare proprietario di quasi tutto il fortilizio, inclusa la casa residenziale che nel 1333 il patriarca Bertrando, considerandola “totaliter disrupta et destructa”, gli concede in feudo di abitanza. Nel 1355 la chiesetta di San Giacomo entra a far parte del complesso castellano.
Il passo successivo fu l'inglobazione nel feudo del territorio di Maniago Libero.
Il monastero di Millstat non aveva però intenzione di cedere i propri possedimenti di Maniago Libero, amministrati dalla famiglia dei Flasberg. Perciò, per ovviare a questo problema, Volveno e Galvano acquistavano nel 1338 i diritti di avvocazia e il garitto esercitati da tale famiglia. Questo acquisto fu consolidato dalla ratifica successiva dell'abate di Millstatt.

## Decadenza e abbandono del castello
Nel 1377 Nichilo, figlio di Galvano, riceve per sé e i fratelli Bartolomeo e Rambaldo l'investitura del castello, del borgo, dei fortilizi, della torre, del girone e del palazzo patriarcale.
Durante le lotte per la nomina a patriarca di Philippe d'Alençon, i signori di Maniago pagarono la fedeltà alla Lega friulana (in cui erano entrati nel 1385) subendo l'ennesimo assedio nel 1387; furono infatti attaccati dalle truppe di Francesco da Carrara, ma nonostante l'utilizzo massiccio dell'artiglieria, il castello resistette.
Nel giugno del 1420 il castello fu occupato dai Veneziani, e subito dopo Bartolomeo di Maniago giurò fedeltà alla Serenissima ricevendo in cambio l'investitura del feudo a vita.
In occasione dell'invasione turca del 1467, vennero rinforzate le mura, ma dopo l'abbandono agli inizi del ‘500, e i terremoti del 1511 e del 1575 iniziò la decadenza del castello. Nel 1630, con la morte di una vecchia signora che non aveva voluto trasferirsi altrove, il castello andò definitivamente in disuso.